# Rhachisphora rutherfordi
Rhachisphora rutherfordi là một loài côn trùng cánh nửa trong họ Aleyrodidae, phân họ Aleyrodinae.
Rhachisphora rutherfordi được Quaintance & Baker miêu tả khoa học đầu tiên năm 1917.